# Ian Brown
Ian George Brown (* 20. února 1963, Warrington) je anglický zpěvák, nejvíce známý jako frontman skupiny The Stone Roses. Po rozpadu skupiny se vydal na sólovou dráhu a vydal šest sólových alb.

## Kariéra
Skupina The Stone Roses vznikla v roce 1984 v anglickém Manchesteru. Brown v ní působil jako hlavní vokalista a také skladatel. The Stone Roses byli inspirací pozdějších kapel a to zejména tvůrců legendárního hudebního hnutí devadesátých let, tzv. britpopu – jsou to například skupiny Oasis, Blur, Suede, ale i mladší Coldplay, Franz Ferdinand nebo Arctic Monkeys. V dubnu 1996 se navzdory Brownovýmu nesouhlasu rozhodl kytarista Stone Roses John Squire opustit kapelu, která následně ještě šest měsíců fungovala, ale následně se rozpadla.
Po rozpadu Stone Roses se Ian Brown vydal na sólovou dráhu. Vydal celkem šest samostatných alb a mnoho singlů, které se umisťovali na prvních místech hitparád. Třikrát také vystupoval na festivalu v Glastonbury, na V festivalu nebo v T in the Park. Od hudebního magazínu NME získal ocenění Godlike Genius za hudební tvorbu.

## Sólová diskografie
- Unfinished Monkey Business (1998)
- Golden Greats (1999)
- Music of the Spheres (2001)
- Solarized (2004)
- The World Is Yours (2007)
- My Way (2009)
- Ripples (2019)